# Domenico Ricci
Domenico Ricci (Staffolo, 18 settembre 1934 – Roma, 16 marzo 1978) è stato un carabiniere italiano, appuntato dell'Arma dei Carabinieri, insignito di Medaglia d'oro al valor civile alla memoria; fu ucciso nell'agguato di via Fani a Roma in occasione del rapimento di Aldo Moro insieme ad altri quattro agenti della scorta.

## Biografia
Nato nelle Marche, in un piccolo paese da una famiglia di umili origini contadine. Nel 1954 si arruola nell'Arma dei Carabinieri ed inizia il corso presso la Scuola allievi carabinieri di Torino. Durante il corso si distingue per le spiccate doti di abilità nella guida veloce sia di autoveicoli che di motoveicoli. Alla fine del corso nel 1955 viene destinato al Nucleo Radiomobile di Roma. Proprio per le sue abilità nella guida e la sua prestanza fisica nel 1957 viene assegnato alla scorta di Aldo Moro allora Ministro della Giustizia. Nel 1965 viene promosso al grado di Appuntato. Nel 1966 sposa Maria Rocchetti dopo 10 anni di fidanzamento. Dalla loro unione nasceranno due figli Giovanni e Paolo.

## La morte
Il 16 marzo del 1978 a Roma, alla guida della Fiat 130 ministeriale (era il più anziano come anni di servizio con Aldo Moro: ben 21) sedeva sul sedile anteriore sinistro dell'autovettura che trasportava il politico dalla sua abitazione verso il centro della città. Giunti in via Mario Fani, l'auto di Moro e quella della scorta della pubblica sicurezza furono bloccate e fatte oggetto di un attacco armato con armi automatiche da parte di terroristi appartenenti alle Brigate Rosse, i quali trucidarono i cinque uomini di scorta e rapirono il politico, successivamente a sua volta ucciso (il suo cadavere venne rinvenuto il 9 maggio 1978 in via Caetani). Fu tra i primi ad essere colpito dal fuoco dei terroristi; Ricci secondo il racconto di Valerio Morucci, uno dei due brigatisti che spararono da sinistra sulla Fiat 130, cercò disperatamente di trovare un varco con la Fiat 130 per poter fuggire a quella pioggia di fuoco (i colpi esplosi dai terroristi furono 92) per poter salvare il presidente Moro e riuscire a metterlo in salvo.

## Associazione Domenico Ricci
Nel 2015 è stata costituita L’Associazione Domenico Ricci  con l'intento di tutelare ed onorare la storia e la memoria dell’appuntato dell’Arma dei Carabinieri Domenico Ricci.